# 호칸 밀드
스티 호칸 밀드(스웨덴어: Stig Håkan Mild, 1971년 6월 14일, 베스트라 예탈란드 주 트롤헤탄 ~)는 스웨덴의 전직 축구 선수로, 현역 시절 중앙 미드필더로 활약했다. 그는 예테보리에서 활약한 것으로 알려져 있는데, 네 차례 스웨덴 리그를 우승했다. 1991년부터 2001년까지는 국가대표팀에서도 활약했는데, 그동안 74번의 스웨덴 국가대표팀 경기에 출전하였고, 1994년 월드컵에서 3위의 성과를 거두었다. 그는 1992년 하계 올림픽과 유로 2000에서도 자국을 대표로 출전했었다.

## 클럽 경력
밀드는 베스트라 예탈란드 주 트롤헤탄 출신으로, 지역 트롤헤탄에서 축구에 입문해 당시 전국 최강 자리를 잡던 예테보리에 1988년 이적했다. 그는 같은 해 9월 29일에 엘프스보리전에서 예테보리 신고식을 치렀다. 그는 이듬해 첫 1부 리그 경기를 소화했는데, 그는 7월 26일에 할름스타드전에서 교체로 출전했다. 이후, 그는 1990년에 첫 공식 경기 득점을 기록했고, 같은 해 처음으로 스웨덴 리그를 우승했는데, 이 시즌에는 주전 지위를 꿰찼다.
그는 이듬해에도 주전으로서 리그를 우승했고, 스벤스카 쿠펜 또한 석권했다. 1991년에는 자신의 첫 알스벤스칸 골을 기록했고, 유러피언컵 4경기에 출전했다. 그는 같은 시기 1992년 하계 올림픽에 스웨덴 선수단 일원으로 참가해 4경기에 모두 출전했다. 그는 이어 유럽 무대로 나가 1992-93 시즌 챔피언스리그 10경기에 출전해 밀란이나 포르투 같은 쟁쟁한 구단들을 상대로 경기를 펼쳤다. 밀드는 대회 예선에서 레흐 포즈난을 상대로 득점하기도 했다. 그는 예테보리에서 1993년에 또다시 리그 정상에 올랐다.
이후 호칸 밀드는 해외로 둥지를 옮겨 스위스의 세르베트로 이적해 스위스 슈퍼리그 1년차에 리그 우승을 거두었다. 그는 이후 1994년 월드컵에 참가해 두 경기에서 교체로 출전했고, 8강전, 준결승전, 그리고 3위 결정전에도 선발로 출전해 1골 1도움을 기록했다. 그는 이어 세르베트에서 1년 더 머물렀는데, 첫 대륙 중심에서의 생활은 그리 성공적이지 못했고, 1995년 하반기 반년을 예테보리로 복귀해 보냈다. 그는 이 시즌에 한 번 더 스웨덴 리그를 우승하고 바로 구단을 떠났는데, 이번 행선지는 스페인의 레알 소시에다드였다.
그는 2년 동안 프리메라 디비시온의 49경기에 출전했고, 1997-98 시즌에 리그 3위의 호성적을 거두는데 도움을 주었는데, 이는 1990년대 구단이 거둔 최고 성적이었다. 그는 다시 예테보리에 3번째로 몸을 담게 되었고, 1998년에는 부상 문제로 허덕였다. 그는 이번에 잉글랜드 윔블던으로 이적해 한 번 더 해외 무대에 도전했다. 이번에도 큰 성과를 올리지 못했는데, 1년을 약간 넘는 세월동안 9경기 출전하는데 그쳤다. 윔블던 입단 당시 낮은 비공개 이적한 것이 밀드의 자신감에 큰 악영향을 미쳤는데, 그는 500,000 SEK(당시 $50,000 정도의 가치)의 경기 수당을 거절했다. 그로 인해, 호칸 밀드는 예테보리 지지자들에게 특이하게 인식되었다.
뒤이어 그는 1976년 이래 최악의 상황에 직면한 친정 구단의 알스벤스칸 잔류를 돕게 되었는데, 2부 리그의 강등을 시즌 말 플레이오프전으로 막았다. 밀드는 이어 3년 더 활약했는데, 부상 문제로 그리 많이 출전하지 못했다. 2005년 12월 11일, 그는 로얄 리그의 륀 오슬로를 상대로 90분을 소화해 고별전을 치렀다. 그는 뒤이어 구단의 단장으로 취임했다.
그는 18년 동안 459번의 예테보리 경기에 출전했고, 현장에서 선보인 성과는 물론 구단에 미친 정신력, 지도자의 역량, 그리고 업무 윤리로써 구단 역대 최고 선수로 손꼽힌다. 그는 예테보리를 스웨덴 정상에 올린 것 외에도, "예테보리가 제 고향입니다"나 "예테보리는 제게 많은 것을 의미하고 그로 인해 문제가 됩니다."와 같은 발언은 지지자들 사이에 최고의 평판을 지닌 선수로의 지위를 굳히는데 큰 영향을 미쳤다.

## 국가대표팀 경력
그는 스웨덴 국가대표팀 경기에 74번 출전해 8골을 기록했으며, 1994년 월드컵, 1992년 하계 올림픽, 그리고 유로 2000에 참가했다.

## 사생활
2001년, 그는 페이서 테스트로 개인 최고인 19.2를 기록했다.

## 경력 통계

### 클럽
| 구단            | 시즌      | 리그           | 리그 | 리그 | 컵   | 컵 | 대륙 | 대륙 | 기타 | 기타 | 합계 | 합계 |
| 구단            | 시즌      | 리그명         | 출장 | 골   | 출장 | 골 | 출장 | 골   | 출장 | 골   | 출장 | 골   |
| --------------- | --------- | -------------- | ---- | ---- | ---- | -- | ---- | ---- | ---- | ---- | ---- | ---- |
| 예테보리        | 1988      | 알스벤스칸     | 0    | 0    | 0    | 0  | –    | –    | 2    | 0    | 2    | 0    |
| 예테보리        | 1989      | 알스벤스칸     | 1    | 0    | 0    | 0  | –    | –    | 11   | 1    | 12   | 1    |
| 예테보리        | 1990      | 알스벤스칸     | 19   | 0    | 1    | 1  | –    | –    | 21   | 3    | 41   | 4    |
| 예테보리        | 1991      | 알스벤스칸     | 28   | 2    | 6    | 0  | 4    | 0    | 20   | 4    | 58   | 6    |
| 예테보리        | 1992      | 알스벤스칸     | 27   | 2    | 1    | 0  | 6    | 1    | 18   | 1    | 52   | 4    |
| 예테보리        | 1993      | 알스벤스칸     | 21   | 5    | 1    | 0  | 4    | 0    | 17   | 4    | 43   | 9    |
| 예테보리        | 합계      | 합계           | 96   | 9    | 9    | 1  | 14   | 1    | 89   | 13   | 208  | 24   |
| 세르베트        | 1993–94   | 나치오날리가 A | 11   | 1    |      |    | –    | –    |      |      | 11   | 1    |
| 세르베트        | 1994–95   | 나치오날리가 A | 10   | 0    |      |    | 1    | 0    | 11   | 0    | 22   | 0    |
| 세르베트        | 합계      | 합계           | 21   | 1    |      |    | 1    | 0    | 11   | 0    | 33   | 1    |
| 예테보리        | 1995      | 알스벤스칸     | 9    | 2    | 1    | 0  | 0    | 0    | 6    | 1    | 16   | 3    |
| 예테보리        | 1996      | 알스벤스칸     | 14   | 3    | 3    | 1  | 2    | 0    | 8    | 1    | 27   | 5    |
| 예테보리        | 합계      | 합계           | 23   | 5    | 4    | 1  | 2    | 0    | 14   | 2    | 43   | 8    |
| 레알 소시에다드 | 1996–97   | 라 리가        | 25   | 1    | 1    | 0  | –    | –    | –    | –    | 26   | 1    |
| 레알 소시에다드 | 1997–98   | 라 리가        | 24   | 0    | 3    | 0  | –    | –    | –    | –    | 27   | 0    |
| 레알 소시에다드 | 합계      | 합계           | 49   | 1    | 4    | 0  | 0    | 0    | –    | –    | 53   | 1    |
| 예테보리        | 1998      | 알스벤스칸     | 10   | 1    | 2    | 1  | 3    | 0    | 1    | 0    | 16   | 2    |
| 예테보리        | 1999      | 알스벤스칸     | 21   | 0    | 6    | 0  | 5    | 1    | 6    | 0    | 38   | 1    |
| 예테보리        | 2000      | 알스벤스칸     | 23   | 2    | 6    | 4  | 0    | 0    | 2    | 1    | 31   | 7    |
| 예테보리        | 2001      | 알스벤스칸     | 12   | 3    | 2    | 2  | 0    | 0    | 1    | 1    | 15   | 6    |
| 예테보리        | 합계      | 합계           | 66   | 6    | 16   | 7  | 8    | 1    | 10   | 2    | 100  | 16   |
| 윔블던          | 2001–02   | 1부 리그       | 9    | 0    |      |    | –    | –    | –    | –    | 9    | 0    |
| 윔블던          | 2002–03   | 1부 리그       | 0    | 0    |      |    | –    | –    | –    | –    | 0    | 0    |
| 윔블던          | 합계      | 합계           | 9    | 0    | ?    | ?  | –    | –    | –    | –    | 9    | 0    |
| 예테보리        | 2002      | 알스벤스칸     | 8    | 1    | 0    | 0  | 0    | 0    | 0    | 0    | 8    | 1    |
| 예테보리        | 2003      | 알스벤스칸     | 18   | 1    | 3    | 1  | 0    | 0    | 4    | 0    | 25   | 2    |
| 예테보리        | 2004      | 알스벤스칸     | 23   | 2    | 4    | 0  | 3    | 0    | 2    | 0    | 32   | 2    |
| 예테보리        | 2005      | 알스벤스칸     | 18   | 2    | 1    | 0  | 14   | 2    | 10   | 1    | 43   | 5    |
| 예테보리        | 합계      | 합계           | 67   | 6    | 8    | 1  | 17   | 2    | 27   | 2    | 108  | 10   |
| 경력 합계       | 경력 합계 | 경력 합계      | 348  | 29   | 40   | 10 | 42   | 4    | 129  | 18   | 571  | 61   |

### 국가대표팀
| 국가대표팀 | 연도 | 출장 | 골 |
| ---------- | ---- | ---- | -- |
| 스웨덴     | 1991 | 6    | 1  |
| 스웨덴     | 1992 | 3    | 0  |
| 스웨덴     | 1993 | 1    | 1  |
| 스웨덴     | 1994 | 11   | 2  |
| 스웨덴     | 1995 | 5    | 2  |
| 스웨덴     | 1996 | 8    | 0  |
| 스웨덴     | 1997 | 9    | 0  |
| 스웨덴     | 1998 | 5    | 0  |
| 스웨덴     | 1999 | 8    | 0  |
| 스웨덴     | 2000 | 9    | 0  |
| 스웨덴     | 2001 | 9    | 2  |
| 합계       | 합계 | 74   | 8  |

### 국가대표팀 득점 기록
아래의 점수에서 왼쪽의 점수가 스웨덴의 점수이며, 점수 열은 밀드의 득점 당시의 점수를 나타낸다..
| # | 날짜             | 경기장                                           | 상대       | 점수 | 최종 결과 | 대회                 | 주     |
| - | ---------------- | ------------------------------------------------ | ---------- | ---- | --------- | -------------------- | ------ |
| 1 | 1991년 4월 17일  | 그리스 네아 필라델페이아 네아 필라델페이아스     | 그리스     | 2–1  | 2–2       | 친선경기             | [ 14 ] |
| 2 | 1993년 11월 10일 | 오스트리아 레오폴트슈타트 에른스트-하펠-슈타디온 | 오스트리아 | 1–0  | 1–1       | 1994년 월드컵 예선전 | [ 15 ] |
| 3 | 1994년 2월 24일  | 미국 프레즈노 불도그 스타디움                    | 멕시코     | 1–2  | 1–2       | 친선경기             | [ 16 ] |
| 4 | 1994년 7월 16일  | 미국 패서디나 로즈 볼                            | 불가리아   | 2–0  | 4–0       | 1994년 월드컵        | [ 17 ] |
| 5 | 1995년 6월 8일   | 잉글랜드 리즈 엘런드 로드                        | 잉글랜드   | 1–0  | 3–3       | 엄브로 컵            | [ 18 ] |
| 6 | 1995년 6월 8일   | 잉글랜드 리즈 엘런드 로드                        | 잉글랜드   | 2–0  | 3–3       | 엄브로 컵            | [ 18 ] |
| 7 | 2001년 2월 28일  | 몰타 타' 알리 국립 경기장                        | 몰타       | 3–0  | 3–0       | 친선경기             | [ 19 ] |
| 8 | 2001년 11월 10일 | 잉글랜드 맨체스터 올드 트래퍼드                  | 잉글랜드   | 1–1  | 1–1       | 친선경기             | [ 20 ] |

## 수상
예테보리
- 알스벤스칸: 1990, 1991, 1993, 1996
- 스벤스카 쿠펜: 1991
- 로얄 리그 준우승: 2004–05

스웨덴
- 월드컵 3위: 1994

## 참고 문헌
- Göransson, Mattias (2005). Blåvit gryning. Göteborg: Offside Fanatik. ISBN 91-85279-03-X
- UEFA.com (2005). IFK hero Mild gets his due. Retrieved 27 June 2006.
- Fagerlin, Hans (July 2006). Överkörd på mitten av Mild. Blått&Vitt, 6.
- “Håkan Mild”. 2011년 5월 19일에 원본 문서에서 보존된 문서.